# Ostéopétrose
L'ostéopétrose, connue aussi sous le nom de maladie d'Albers-Schönberg et des « os de marbre », est apparemment une maladie héréditaire (mutation du gène CLCN7) de l'os caractérisée par un dysfonctionnement des ostéoclastes.
L'ostéopétrose peut être classée en une variante infantile maligne, transmise de manière autosomique récessive et une variante adulte « plus bénigne », de transmission autosomique dominante. Cette dernière variante adulte peut être scindée en deux types :
- Type I, caractérisé par l'épaisseur de la voûte du crâne et un risque moindre de fractures.
- Type II caractérisé par l'épaississement des plateaux vertébraux avec l'aspect classique de colonne vertébrale en rugger jersey et du bassin en « os dans l'os ». Ce type II est exposé a une incidence plus élevée de fracture et de retards de consolidation. À noter une troisième variante extrêmement rare, de transmission autosomique récessive. considérée comme une variante « intermédiaire ».

L'ostéopétrose par mutation du gène CLCN7 rassemblerait donc trois maladies.
- L'ostéopétrose maligne infantile récessive
- L'ostéopétrose intermédiaire autosomique récessive survient plus tardivement et ne réduirait pas l'espérance de vie. Les signes les plus fréquents sont les fractures et les compressions nerveuses.
- L'ostéopétrose autosomique dominante ou maladie d'Albers-Schoenberg est injustement appelée ostéopétrose bénigne. Bien que plus 60 % des patients souffrent de troubles comme des fractures, de scoliose, d'arthrite de la hanche et d'ostéomyélite des mâchoires. Le reste des patients n'ont que des anomalies radiologiques.

## Ostéopétrose maligne infantile
- C'est une maladie entrainant le décès de l'enfant avant 10 ans en l'absence de traitement.
- L'enfant présente un nanisme sévère avec une densité minérale osseuse extrêmement élevée et une hypercondensation de l'os en radiologie.
- Les fractures sont habituelles.
- La perte de la vision est secondaire à la compression du nerf optique par la formation exagérée de tissu osseux au niveau de la base du crâne.
- La perte de l'audition est aussi très fréquente.
- Une insuffisance médullaire avec anémie, thrombopénie et leucopénie est secondaire à l'envahissement de la moelle osseuse par l'os.
- Enfin les troubles neurologiques sont extrêmement fréquents.

## Ostéopétrose induite par les biphosphonates
Les bisphosphonates, des molécules indiquées dans le traitement de l'ostéoporose, peuvent être impliqués dans l'ostéopétrose.

## Prothèse totale de hanche
- La prothèse de hanche (dans cette observation, prothèse bilatérale, coxa vara et non consolidation sous-trochantérienne du fémur) constitue une opération de sauvetage fonctionnelle chez les sujets atteints de maladie d'Albers-Schönberg (Wodecki P, Nizard R and Witvoet J., 0ct 1998).
- Dans un second cas, PTH unilatérale, chez un jeune sujet souffrant de la maladie des "os de marbre" (non consolidation du col du fémur) les auteurs (Schoierer O and Hoffmann R., septembre 2007) décrivent en détail options et techniques opératoires sur de tels os.

## Sources
- (en) Marie-Christine de Vernejoul, Ansgar Schulz, Uwe Kornak, CLCN7-Related Osteopetrosis in GeneTests: Medical Genetics Information Resource (database online). Copyright, University of Washington, Seattle. 1993-2007